# André Campra
André Campra (døbt 4. december 1660 i Aix-en-Provence, død 29. juni 1744 i Versailles) var en fransk barokkomponist og dirigent.
Campra tilhørte generationen mellem Jean-Baptiste Lully (1632–1687) og Jean-Philippe Rameau (1683–1764), og var en af fornyerne af den franske opera.

## Liv og gerning
André Campra var søn af Luise Fabry fra Aix-en-Provence og Jean-François Campra, en læge og violinist fra Graglia i Piemonte. Sin første musikalske undervisning fik Campra som kordreng i katedralen Saint-Sauveur, og allerede som 17-årig skrev han nogen motetter. I 1678 begyndte han på kirkelige studier i Saint-Sauveur og fik tonsur. Efter, at han deltog i en teateropførelse, blev han i 1681 forvist fra domkapitlet.
Samme år tog Campra post som maitre de musique ved katedralen Saint-Trophime i Arles. Året efter komponerede han sin første opera i anledning af hertug af Burgunds, en sønnesøn af Ludvig XIV, fødselsdag. Operaen regnes som tabt.
I 1683 rejste han til Toulouse hvor han ledede sangerskolen i katedralen Saint-Étienne, en post han havde i 11 år. De musikalske ressourcer var ganske beskedne, kun serpenter og en violone stod til sangernes disposition, men det lykkedes Campra at tilføje to violinstemmer. I 1685 gav Languedocs stænderforsamling i Montpellier ham titlen maitre de musique.
Ingen kilder omtaler Campra som en omgængelig person: han blev beskrevet som opfarende, kynisk, drikfældig – og som tilhænger af det italienske parti. Dette gjorde at han mistede sin stilling i Arles, og heller ikke hans virke i Toulouse var problemløst. I 1691 forlangte domkapitlet, at han forelagde sine værker, før de blev opført. Mens denne konflikt var på sit højeste i 1694, hjalp abbed Lagrange-Trianon ham til et engagement som leder af sangerskolen i Notre Dame de Paris.
Fra 1697 begyndte Campra at skrive melodier til lyriske værker, opéra-balleten L'Europe galante og Le Carnaval de Venise (1699), og dette førte til, at han mistede sin lukrative tjeneste i kirken.
Frem til 1720 komponerede Campra omkring 15 opéras-ballets og tragédies lyriques, hvoraf nogen blev opført flere gange i Campras levetid. Han var på dette tidspunkt blevet en kendt musiker og blev udnævnt til kapelmester ved Académie Royale de musique i Paris, ikke mindst fordi regentens smag var italiensk præget – han var elev af Marc-Antoine Charpentier. Efter Ludvig XIVs død og efter at Michel-Richard Delalande havde trukket sig tilbage, blev Campra sammen med Charles-Hubert Gervais (1671–1744) og Nicolas Bernier (1664–1734) sous-maître i Chapelle Royale.
Fra 1721 stod Campra også i jesuitternes tjeneste ved kirkerne Saint Louis og Collège Louis le Grand. Med undtagelse af operaen Achille et Déidamie (1735) og to lejlighedsværker, et som var bestilt af Prinsen af Conti (La Fête de Isle-Adam, 1722) og et til hertug von Chartres' bryllup (Le Lis et la Rose, 1724), komponerede han nu kun kirkemusik, deriblandt ca. 30 motetter, Messe de Requiem, talrige salmer, og kantater for opførelse i Collège Louis-Le-Grand.

## Musik
Tidsmæssigt er Campra placeret mellem Jean-Baptiste Lully og Jean-Philippe Rameau. Mens de fleste franske komponister fra Ancien Régimes tid faldt i glemsel umiddelbart efter den franske revolution, blev værker af Campra, Lully og Rameau nu og da opført. Campra regnes som den mest betydelige franske komponist i første halvdel af 1700-tallet. Han bidrog til at etablere opéra-ballet, en ny musikalske genre oprindelig skabt af Pascal Collasse (i hans Ballet des saisons).
Både i den verdslige musik og i kirkemusikken præges Campra en vis fransk-italiensk lethed og enkelthed.
I 1740, 79 år gammel, frasagde han sig sine poster og levede sine siste år tilbagetrukket i Versailles.
Collège André Campra i Aix-en-Provence er opkaldt efter komponisten.

## Værker

### Kirkemusik
- Trois livres de cantates, 1708, 1714 et 1728
- Nisi Dominus, 1722
- Messe de morts (rekviem), etter 1723
- Motets pour la Chapelle Royale, 1723–1741

### Operaer
- L'Europe galante, opéra-ballet, 1697
- Vènus, Feste galante, 1698
- Le carnaval de Venise, opéra-ballet, 1699
- Hèsion, tragédie lyrique, 1700
- Tancrède, tragédie lyrique, 1702
- Les muses 1703
- Iphigènie en Tauride 1704
- Alcine, tragédie lyrique, 1705
- Les fêtes vénitiennes, 1710
- Idomenée, tragédie lyrique, 1712
- Les âges, opéra-ballet, 1718
- Les sauvages 1729
- Achille et Deidamie 1735